# St. Wilhelmshütte

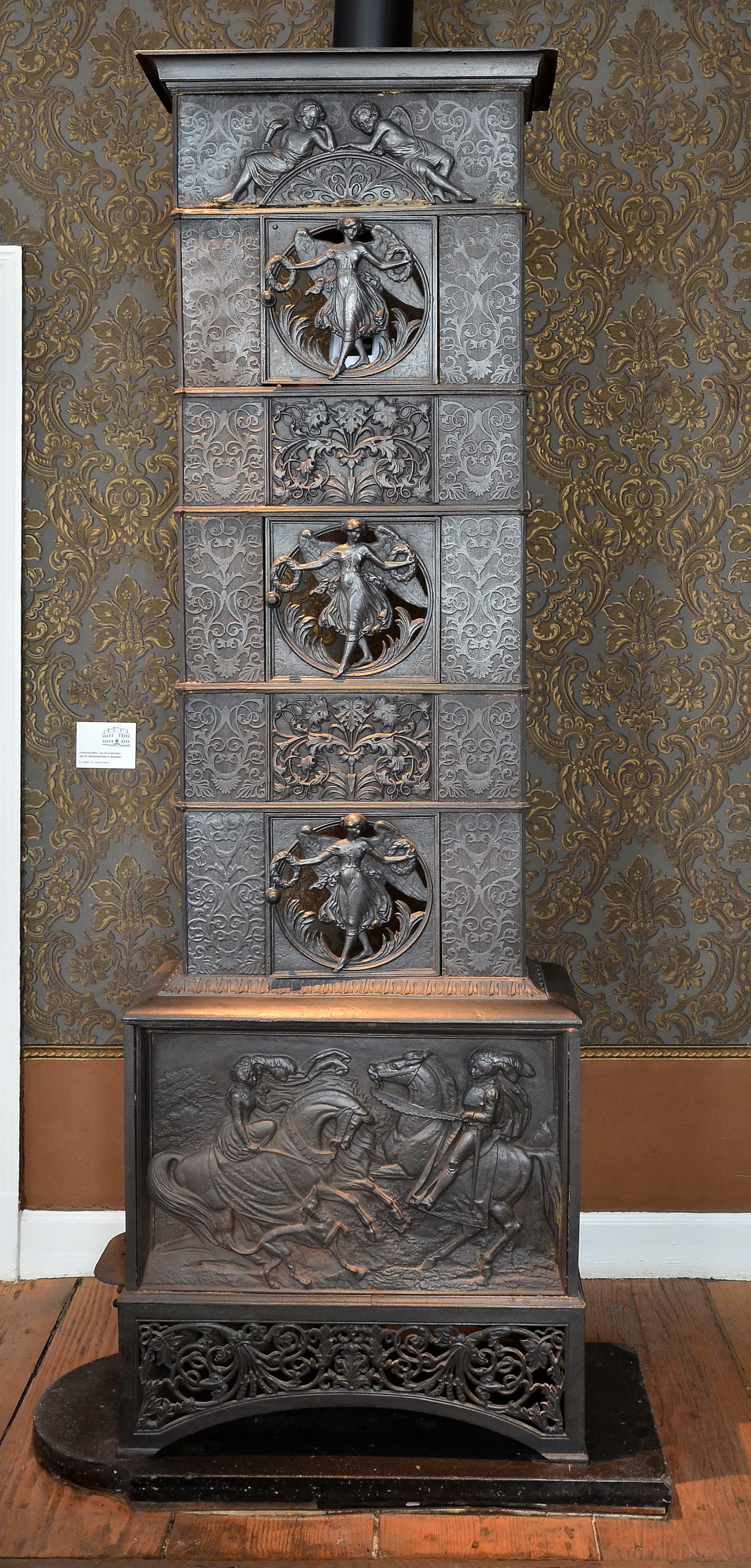
Zirkulationsofen der St. Wilhelmshütte, 2. Hälfte des 19. Jahrhunderts

Die St. Wilhelmshütte war ein 1739 gegründeter montanindustrieller Betrieb bei Suttrop und Warstein. Sie ging 1873 in der Aktiengesellschaft der Warsteiner Gruben- und Hüttenwerke auf. Durch Fusion entstanden daraus 1925 die Warsteiner und Herzoglich Schleswig-Holsteinischen Eisenwerke. Der Schwerpunkte der hinzugekommenen Betriebe lag in Schlesien. Nach dem Verlust der Betriebe in Schlesien nach dem Zweiten Weltkrieg wurde das Unternehmen in Warsteiner Eisenwerke umfirmiert. Der Betrieb bestand bis 1967.
Die Hütte spielte als Arbeitgeber für Warstein, Suttrop und die Dörfer der Umgebung eine wichtige Rolle. Gehörte der Betrieb in der ersten Hälfte des 19. Jahrhunderts noch zu den bedeutenden Unternehmen der Branche, geriet er insbesondere als Folge der schlechten verkehrsgeographischen Lage in eine tiefe Strukturkrise. Die akuten Probleme konnten nach harten Einschnitten überwunden werden und die Fusion mit anderen Betrieben waren Zeichen einer gewissen unternehmerischen Dynamik. Aber am Standort Warstein-Suttrop blieb das Wachstum begrenzt.

## Vorgeschichte

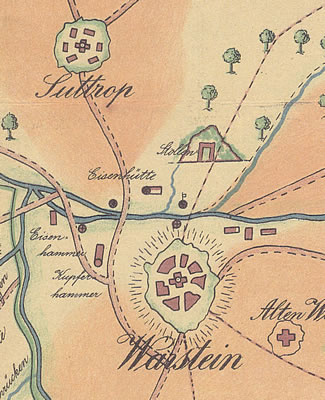
Der Bereich Oberhagen mit Stollenmundloch und Eisenhütte. Die Karte von 1630 gibt dabei nicht die Lage der Anlagen nach 1739 wieder

Die Eisenverarbeitung und -erzeugung geht um Warstein auf das Mittelalter vielleicht sogar auf die Latènezeit zurück. In der Gegend sind Reste von Rennöfen belegt. Die Grafen von Arnsberg belehnten die Ritter von Suttrop und später andere Familien mit einem Schmiedewerk. So belehnte Gottfried IV. 1364 einen Johann von Hückelheim unter anderem mit den Schmiedewerken. Auch in der frühen Neuzeit spielten Eisenerzeugung und -verarbeitung eine Rolle. Bei der Belagerung der Täufer in Münster sollen 1534/35 Kanonenkugeln aus Warstein eingesetzt worden sein. Die Hammerschmiede des Ortes spezialisierten sich auf die Herstellung von Nägeln und Stiften. In der Stadt soll es nach dem Dreißigjährigen Krieg etwa 20 derartiger Produktionsstätten gegeben haben. Das nötige Eisen lieferten örtliche Hütten. Im westfälischen Lagerbuch heißt es dazu für 1649: „Zwei Eisenhütten mit drien herden jerlichs 10 rtlr. Von einer schmitten 1 ggl. Eine blashütte, wan die gehet, hatt der ertzstifft wochentlich 2 centner rawen eisen, welchem 3 posten den zehentner verrechnet.“ Der Holländer Jakob Forckenbeck kaufte 1659 eine verfallene Betriebsstätte und ließ daneben einen Stahlofen bauen. Allerdings war dem Unternehmen im Gegensatz zu Forckenbecks Messinghammer kein Erfolg beschieden.

## Erstes Jahrhundert
Matthias Gerhard von Hoesch wurde 1739 von Kurfürst Clemens August von Bayern der Bergbau rund um Warstein verliehen. Dieser sagte zu, Eisenhütten, Hammerwerke und Verarbeitungsbetriebe anzulegen. Für den Bau einer Eisenhütte in Suttrop Eisenhütte bey Suttrop ohnweit Warstein erhielt Hoesch Privilegien. Fünf Jahre musste er keinen Zehnt zahlen und seine Arbeiter waren von Grund- und Reallasten befreit. Von Hoesch ließ 1740 bei Suttrop eine Eisenhütte in der Nähe von Eisenlagerstätten im Bereich Oberhagen erbauen. Direkt damit verbunden war die Eisengrube Rom (Lage). Im Jahr 1744 kaufte er weitere Grundstücke und Waldungen hinzu. Es wurde Eisen verhüttet und Gusswaren hergestellt. Bereits 1740 hatte er auch die Errichtung eines Eisenhammers geplant. Aber erst 1744 konnte das Vorhaben vollendet werden. Der Hammer wurde in Richtung Belecke errichtet. Das neue Werk konnte die Wasserkraft der Wäster für den Betrieb der Hämmer und Walzen nutzen. Später hat von Hoesch auf dem Hüttengelände einen zweiten Hochofen und möglicherweise an anderer Stelle einen dritten Hochofen errichten lassen. In einem wurde Eisen für die Eisenhämmer geschmolzen. In dem anderen wurde Gießereieisen für die Eisengießerei der Hütte produziert. Der dritte diente als Reserve. Durch die Heirat der Tochter Henritte Helene von Hoesch († 1808/09) mit Heinrich Theodor von Hallberg (1725–1792) ging der Besitz in die Hände der Familien von Hallberg über.
Das Unternehmen profitierte im 18. Jahrhundert von der Nähe der Eisengruben und von den Weiterverarbeitungsmöglichkeiten auf den Hammerwerken bei Warstein. Ein Problem war die Holzkohleversorgung. Von Hoesch setzte 1750 beim Landesherren durch, dass er das nötige Kohlholz aus den landesherrlichen Marken des Arnsberger Waldes in der Umgebung entnehmen durfte. Er hatte das Recht auf die Entnahme von 26.000 Fuder Holzkohle zu günstigen Preisen. Die landesherrliche Forstverwaltung in Arnsberg versuchte dies zu behindern und musste vom Kurfürsten eigens ermahnt werden Hoesch zu fördern. Die Aktivitäten von Hoesch und seinem Faktor Nottebohm zahlen sich offenbar aus, gehörten sie doch während des Siebenjährigen Krieges bei einer Sonderveranlagung von Montanunternehmern zu denjenige, die die höchsten Abgaben zahlten. Allerdings reichten die Rohstoffvorkommen nicht aus und es wurde schon im 18. Jahrhundert zusätzlich Erz vom Briloner Eisenberg bezogen.
| Anzahl | Tätigkeit      |
| ------ | -------------- |
| 22     | Bergleute      |
| 40     | Köhler         |
| 8      | Hammerschmiede |
| 6      | Schreiner      |
| 8      | Schmiede       |
| 18     | Hochofen       |
| 12     | Tagelöhner     |
| 16     | Sandformer     |
| 6      | Lehmformer     |
| 10     | Fuhrleute      |
| 20     | Steinklopfer   |
| 178    | Gesamt         |

Friedrich August Eversmann gab 1804 an, dass die Hütte das Erz von benachbarten Gruben erhielt und in 12 Stunden 12 Zentner Gusswaren und andere Produkte produzieren würde. Die Waren würden nach Bielefeld und Lippstadt geliefert.
Die eigentliche Hochofenbelegschaft war vergleichsweise gering. Aber die Hütte gab zahlreichen weiteren Personen Beschäftigung. Einen Hinweis auf den großen Bedarf an Holzkohle ist die Zahl von 40 Köhlern, die von der Hütte beschäftigt wurden. Wichtige Bedeutung hatte noch im 19. Jahrhundert die Nachfrage nach Halbfertigwaren durch die Nagelschmiede aus Warstein. Dieses heimgewerbliche Gewerbe wurde insbesondere von kleinen Landwirten zur Sicherung ihrer Existenz und zum Erhalt ihres Besitzes im Winter betrieben.
Die Familie von Hallgarten verkauften Hütte und Eisenhämmer 1835. Neue Besitzer waren Johann Kremer, Christoph Anton Koch, Wilhelm und Carl Clerck. Diese bildeten die Firma Kremer, Koch& Clerck. Die Hütte wurde wohl nach der auf dem Werkgelände stehenden Kapelle St. Wilhelmshütte genannt. In der dortigen Kapelle wurde vor Anblasen eines Hochofens stets eine Messe gelesen. Später wurde der Bau abgebrochen und auf dem Gelände der psychiatrischen Kliniken wieder auf gebaut.
Im Jahr 1840 erwarb der aus Dortmund stammende Wilhelm Hammacher ein Viertel des Unternehmens. In den folgenden Jahren kamen weitere Anteile hinzu und er wurde zur bestimmenden Persönlichkeit des Unternehmens. Das Unternehmen firmierte nunmehr unter Gewerkschaft der St. Wilhelms Hütte. Maßgeblich auf ihn gehen die Maßnahmen zur Modernisierung des Unternehmens in den folgenden Jahren zurück.

## Eisenerzgruben

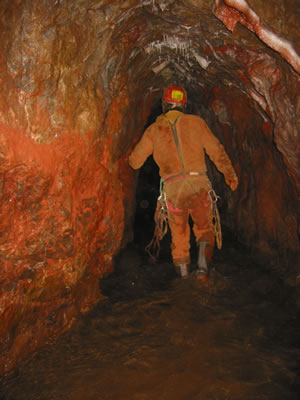
Sogenannter „Rom-Stollen“ zur Grubenentwässerung der ehemaligen Grube „Rom“

Das lokal vorkommende Erz bildete die Grundlage für die Entstehung der Eisengewinnung und Verarbeitung. In der Beschreibung der Bergreviere Arnsberg, Brilon und Olpe aus dem Jahr 1890 heißt es dazu „Außer den vorbeschriebenen Eisenerzvorkommen verdienen noch die Eisenerzgruben des Suttrop-Warsteiner Feldes einer Erwähnung. Dieselben setzen teils auf der Grenze von Massenkalk und Oberdevon, teils in letzterem auf und liegen grösstenteils in dem der Gewerkschaft Sauerland gehörenden Distriktfelde Sauerland. Als die wichtigsten dieser im Distriktfelde Sauerland vorhandenen Eisenerzvorkommen sind diejenigen der Gruben Südbruch, David, Martinus und Hirschfeld anzuführen. Diese Eisenerzlager treten in einer Mulde des Massenkalkes auf, welche von oberdevonischem Schiefer überlagert wird; sie führen in wechselnder Mächtigkeit teils Rot- teils Brauneisensteine, selten Toneisenstein. (…)“ Der Eisengehalt lag in der Grube Südbruch bei 30–47 %, in der Grube David bei 28–42 % und in der damals schon zur Dortmunder Union gehörenden Grube Hirschfeld bei 45 %.
Die ältesten Erzgewinnungsbereiche waren die als Rothland bezeichnete Feldmark südwestlich von Warstein. Die dort gelegene sogenannte Alte Kaule wurde schon im Mittelalter bis ins 17./18. Jahrhundert im Tagebau betrieben, ehe man zum Stollenbau überging. Ein Tagebau wurde auch im Südbruch (heute Suttrop) bereits im 16. Jahrhundert betrieben.
Ein kurfürstliches Privileg, dass von Hoesch das alleinige Recht am Erzabbau im Umkreis von 2 Meilen garantierte, konnte nicht durchgesetzt werden und wurde später von den preußischen Bergbehörden nicht anerkannt. Von Hoesch ließ 1741 ein erstes eigenes Bergwerk in Betrieb nehmen. Im 18. und frühen 19. Jahrhundert lagen die Hauptgruben im Oberhagen mit den Bezeichnungen Wilhelm und Rom. Dabei erfolgte der Abbau nach den Regeln des klassischen Bergbaus. Die Stollen waren 20 bis 60 m tief. Diese wurden durch eine Wasserkunst entwässert.
Andere wurden erst im 19. Jahrhundert in Betrieb genommen. Über den Betrieb in den frühen Jahren ist wenig bekannt. Aus Rechnungen geht hervor, dass zum Stützen des Hängenden viel Holz nötig war. Man arbeitete mit Fäustel und Bohrer. Das Wasser wurde von der Grube Rothland abgeleitet und zum Hüttenbetrieb genutzt. Im Jahr 1849 wurde dem Unternehmen das Grubenfeld Sauerland verliehen. Dieses umfasste die Gemarkungen Suttrop, Rüthen, Kallenhardt, Warstein, Meschede und teilweise Brilon und Nuttlar. Konkurrenz bestand mit der Familie Ulrich aus Brilon und der Bredelarer Hütte, die 21 Grubenfelder im Distrikt besaßen.
Im Jahr 1875 bestand der Grubenbesitz aus den Gruben.
1. im Eisenstein Distrikt Sauerland mit Alfred und Jordan bei Warstein, Hoffarth bei Suttrop, Hohofen, Siebenstern am Muckenschling bei Warstein und Ida bei Warstein, Rom bei Suttrop, David am Bilstein, Hirschberg, Jonathan bei Warstein, Martinus, 1,5 km nördlich von Warstein, Wilhelm, Kubosow bei Suttrop, Moreau, Massena bei Warstein,
2. Die Eisensteingruben: Adolfine, Georg, Aloysius, Caroline, Missgunst, Nicodemus, Silverus, Zuversicht, Josephine, Volmar und Philipp, erworben durch Vertrag vom 4. April 1865.
3. Die Gruben: St. Christopf, Unverzagt, Gabriel und Zacharias konsolidiert unter dem Namen St. Christoph.
4. Die konsolidierte Grube Südbruch, liegend im Südbruch bei Suttrop,
5. außerdem 11 auswärtige Gruben oder Grubenanteile.
Nach der Stilllegung des Hochofens 1881 spielten auch die meisten Gruben keine Rolle mehr. Im Jahr 1899 wurden die Gruben vom Hüttenbetrieb getrennt und durch die Gewerkschaft Sauerland betrieben. Diese lieferten das Erz nunmehr ins Ruhrgebiet. Die Grube Suttbruch wurde noch bis 1923 und die Grube David/Christiansglück sogar noch bis 1949 betrieben. In den 1930er Jahren wurde der Betrieb sogar etwa durch eine Seilbahn modernisiert. Die Grube David förderte 1939 über 20.000 t Erz.

## Modernisierung

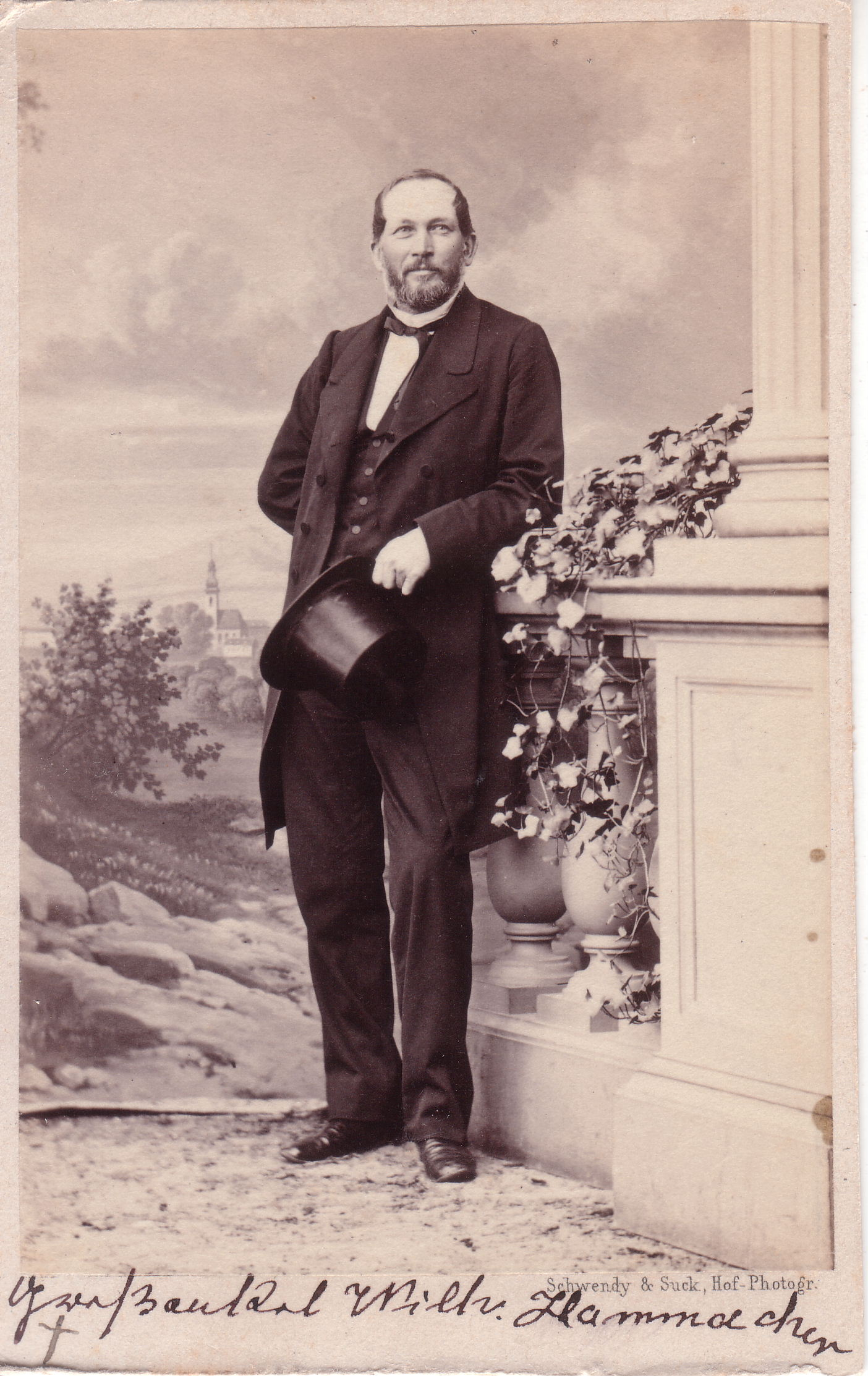
Wilhelm Hammacher (1821–1882)

Die Sauerländische Eisenindustrie stand etwa seit den 1830er Jahren unter einem starken Modernisierungsdruck durch neue Produktionsmethoden. Ein Zeichen der Krise war, dass 1830 im Hammerwerk der Hütte nur noch ein Stabhammer in Betrieb war. Viele Betriebe haben dies nicht erkannt oder konnten sich aus bestimmten Gründen dem nicht anpassen. Einige Zeit lang war die hohe Qualität des traditionell hergestellten Stabeisen noch konkurrenzfähig. Auf Dauer setzte sich aber das günstiger und leistungsfähigere Puddelverfahren durch. Betriebe, die sich nicht anpassten, verschwanden über kurz oder lang vom Markt. Diese erste Modernisierungsherausforderung des 19. Jahrhunderts wurde im Raum Warstein-Belecke gemeistert und die Veränderungen führten zu einem Aufschwung der dortigen Betriebe. Dies führte dazu, dass die Warstein-Belecker Werke zusammen mit der Hüstener Gewerkschaft der Eisenindustrie im Kreis Arnsberg – auch wenn die Hütte selbst offiziell im Kreis Lippstadt lag – insgesamt erheblichen Auftrieb bescherten. Im Kreis Arnsberg waren 1855 in etwa ebenso viele Menschen in der Metall- und Eisenindustrie beschäftigt wie im Kreis Siegen oder im Kreis Bochum. Dagegen verloren die traditionellen montanindustriellen Schwerpunkte im Kreis Brilon und vorübergehend auch im Kreis Olpe an Bedeutung. Für Warstein wirkte sich die relative Nähe zu den Kohlegruben im Ruhrgebiet positiv aus. Dennoch ohne eine Spezialisierung konnten die Betriebe gegenüber der Konkurrenz im entstehenden Ruhrgebiet mit der Nähe der Kohlegruben nicht geschehen. Wilhelm Bergenthal hatte mit seinem Schwager Ferdinand Gabriel recht früh die Zeichen der Zeit erkannt. Ihre Firma Gabriel & Bergenthal – das unmittelbare Konkurrenzunternehmen der Warsteiner Hütte – ging bereits 1836 zum Puddelverfahren über.
Die St. Wilhelmshütte hatte diesen Schritt zunächst nicht getan. Stattdessen setzte man auf eine Spezialisierung der Produktion durch die Herstellung von Achsen in einer Dreherei. Davon ist erstmals 1844 die Rede. Die Einführung des Puddelverfahrens folgte 1849/50. Im ehemaligen Hammerwerk wurden Puddelöfen betrieben. Das Puddelwerk wurde mit Steinkohle aus dem Ruhrgebiet betrieben. Der Betrieb verfügte 1856 über zwei Puddelöfen, zwölf große Schweißfeuer, zwölf kleinere Schmiedefeuer mit einem Zylindergebläse. Hinzu kam ein Luppenhammer von 1500 Pfund und zwei Reckhämmern von 300 und 150 Pfund. Vorhanden waren ferner ein Stabhammer und zwei Reckhämmer von 200 und 80 Pfund. Hinzu kamen Drehbänke und Schleifwerke. Diese dienten zur Herstellung von Wagenachsen und Teilen von Eisenbahnwagen. Das Unternehmen profitierte damit von der großen Nachfrage, die von der Expansion der Eisenbahnen ausging.
Das eigentliche Hüttenwerk verfügte über zwei Hochöfen. Die Luftzufuhr erfolgte über Zylindergebläse. Hinzu kam eine Schlackenpoche, zwei Kupolöfen, ein Flammofen und eine Maschinenfabrik. Die nötige Energie wurde teils mit Wasserkraft, teil durch Dampfmaschinen erzeugt. Produziert wurden Roheisen, Wascheisen, Gussstück direkt aus den Hochöfen, Gussstück aus den Flamm- und Kupolöfen. Bei den Gußstücken handelte es sich unter anderem um Öfen, Herde und Fensterrahmen.
Um 1861 produzierte das Werk 1115 Zentner Gusseisen. An Puddeleisen wurden 2568 Zentner hergestellt. An Roheisen wurden 98640 Zentner produziert.
| Jahr    | Anzahl |
| ------- | ------ |
| 1836    | 156    |
| 1837    | 147    |
| 1838    | 178    |
| 1843    | 206    |
| 1844    | 400    |
| 1846    | 410    |
| 1847    | 466    |
| 1860/61 | 369    |
| 1863    | 299    |
| 1864    | 339    |
| 1865    | 392    |
| 1866    | 408    |
| 1867    | 406    |
| 1868    | 448    |
| 1869    | 405    |
| 1870    | 437    |
| 1910    | 446    |

## Strukturprobleme und Konsolidierung
Mit dem Übergang zum Puddelverfahren und der Spezialisierung der Produktion hatten die Warsteiner Unternehmen die erste Anpassungskrise des 19. Jahrhunderts erfolgreich überstanden. Die Standortvorteile anderer Gebiete insbesondere des benachbarten Ruhrgebiets hinsichtlich der Anbindung an die Eisenbahn und die günstigen Kohlepreisen führten im Warsteiner Raum allerdings zu einer tiefgreifenden Strukturkrise, die sich seit etwa den 1860er Jahren bemerkbar machte und mit Unterbrechungen bis in die 1880er Jahre anhielt. Die Folgen waren ein zumindest zeitweise starker Rückgang der Belegschaften und eine starke Abwanderungsdynamik.
Der zentrale Standortnachteil insbesondere mit Blick auf die Konkurrenz im Ruhrgebiet war die schlechte verkehrsgeographische Lage. Diese war den Akteuren bereits früh bewusst. Wilhelm Hammacher drängte bereits in den 1840er Jahren auf den Bau der Aktienstraße von Soest nach Niederbergheim. Nach der Überwindung von Widerständen wurde sie erst 1857 eröffnet und verfiel bald auf dem Hintergrund der damaligen Wirtschaftskrise wieder. Entscheidend war aber die Entfernung von der Eisenbahn. Der Warsteiner Unternehmer Ferdinand Gabriel befürchtete 1852, „dass die entfernt von den Eisenbahnen liegenden Fabriken früh oder spät von den großartigen Anlagen in der Nähe derselben und der Kohlereviere verdrängt werden.“
Bis zur Eröffnung der Strecke der Westfälischen Landeseisenbahn von Lippstadt nach Warstein 1883 gab es keinen Bahnanschluss. Die fertigen Produkte und auch das Betriebsmaterial mussten mit Pferdewagen transportiert werden. Dazu unterhielt das Unternehmen einen großen eigenen Fuhrpark. Dieser verursachte hohe Kosten. Gegenüber anderen Werken waren Teile des Unternehmens nicht mehr konkurrenzfähig. Seit 1862 wurde das Walzwerk nach Barop verlegt. Andere Betriebsteile wurden nach Soest und Lippstadt verlagert. Nach der Eröffnung der Ruhrtalbahn setzten sich die Warsteiner Industriellen 1875 zunächst vergeblich für den Bau einer Nebenbahn ein und boten sogar an die Projektplanung zu bezahlen.
Zeitweise schien sich das Unternehmen erholt zu haben. Der Deutsch-Französische Krieg 1870/71 und die damit einhergehende Konjunktur waren auch für das Unternehmen vorteilhaft. Es wurden 1539 t Eisen produziert, davon waren 1272 t Roheisen und 266 t Gusseisen. Dass die Krise nicht überwunden war, zeigte sich 1873, als die Mehrheitseigner Wilhelm Hammacher und August Luyken sich gezwungen sahen, das Unternehmen an den neu gebildeten Warsteiner Gruben- und Hüttenverein zu veräußern. Es entstand die Aktiengesellschaft Warsteiner Gruben- und Hütten-Verein. Der Bankier Eugen Schlieper aus Berlin wurde Vorsitzender der ersten Generalversammlung und des Aufsichtsrates. Direktor wurde der Bergassessor Ludwig Wilhelm von Stiernberg aus Holzhausen bei Homberg (Hessen). Die neuen Eigentümer waren einige Kaufleute und Grubenbesitzer. Der Kaufpreis lag bei 850.000 Talern. Der neue Aufsichtsrat beschloss eine Zweigniederlassung in Holzhausen zu gründen und eine zugehörige Grube zu kaufen.
Es gelang im Stammwerk nicht, den Hochofenbetrieb grundlegend zu modernisieren. Dieser Bereich wurde daher 1881 stillgelegt. Die Hütte wurde in eine reine Gießerei umgewandelt. Auch musste das Grubenfeld „Sauerland“ verpachtet werden. Die Firma geriet in eine schwere Krise. Die Zahl der Beschäftigten ging um die Hälfte zurück. Der Anschluss an die Eisenbahn 1883 hat die Betriebskostensituation auf längere Sicht zwar verbessert, aber die akute Krise des Unternehmens war noch nicht überwunden. Das Grundkapital des Hüttenvereins betrug anfangs 3.750.000 Mark. Eine ständige Unterbilanz zwang das Unternehmen, den ihm gehörenden Wald von 8000 Morgen zu verkaufen, und 1882 wurde das Grundkapital auf 750.000 Mark herabgesetzt. Dennoch gelang es nicht, die Hypothekenzinsen zu begleichen. Das Unternehmen war letztlich finanziell am Ende. Vor diesem Hintergrund wurde es in die Aktiengesellschaft Warsteiner Gruben und Hüttenwerke umgewandelt.
Auf den ersten Blick schien die Umstrukturierung erfolgreich zu sein. Die Produkte des Unternehmens wurden in den kommenden Jahrzehnten auf dem nationalen Markt, aber auch in Vorderasien, Indien oder Südamerika abgesetzt. Neben anderen Eisengusswaren konzentrierte man sich verstärkt auf die Herstellung von Koch- und Heizgeräten (Öfen), Kanalisationsartikeln und Ähnlichem.
Trotz des nun erfolgten Bahnanschlusses blieben die Werke weiter benachteiligt. Sie blieben zwar bestehen, ihre Wachstumsdynamik blieb aber begrenzt. Dies zeigt sich etwa an der Zahl der Arbeiter. Diese war 1910 kaum höher als in den 1840er Jahren.

## Soziale Lage der Beschäftigten
Die Beschäftigten der Hütte und der Nebenbetrieben kamen aus der nächsten Umgebung. Im Jahr 1858 kam eine beträchtliche Zahl der Arbeiter aus dem weiter entfernten aus Kallenhardt. Verschiedene besonders qualifizierte Facharbeiter wanderten aber zeitweise auch aus anderen Regionen zu. Neben den einheimischen Katholiken gab es nunmehr auch Protestanten am Ort. Im Laufe der Zeit waren auch für qualifizierte Arbeiten genügend einheimische Kräfte vorhanden, so dass es kaum noch zu Zuzug von außen kam. Im Jahr 1926 kamen von 531 Beschäftigten 176 aus Suttrop und 355 aus Warstein.
Der Lohn war lange Zeit vergleichsweise niedrig und reichte zumeist nicht zur Sicherung des Lebensunterhaltes aus. Hinzu kam, dass es recht häufig Zeiten ohne Lohn gab. Dies war in Zeiten etwa von Kälte oder Wassermangel der Fall auch während Reparaturen gab es keinen Verdienst. Für die meisten Beschäftigten war ein Nebenerwerb daher unerlässlich. Viele Beschäftigte waren Haus- und Grundbesitzer und hatten zusätzlich noch etwas Land gepachtet. Ihre kleine Landwirtschaft betrieben sie nach der Schicht. Auch wegen des landwirtschaftlichen Nebenerwerbs konnte sich das Unternehmen erlauben, relativ geringe Löhne zu zahlen. Der Lohn für unqualifizierte Tagelöhner soll um 1850 bei 12 bis 14 Groschen gelegen haben. Bergleute verdienten 1830 zwischen 60 und 90 Pfennig pro Schicht, im Jahr 1866 waren es 1 Mark 60 bis 1,80. Auf dem Höhepunkt der Gründerzeit waren es 1872/74 3,50 bis 4 Mark. In der folgenden Gründerkrise wurden 1878 1,80 bis 2 Mark gezahlt.
Für die Betriebsleitung wurde die fehlende Zuwanderung in die abgelegene Gegend auf Dauer zu einem Problem. In Zeiten guter Konjunktur konnte die Produktion nicht einfach erhöht werden, weil es kaum möglich war, Fabrikarbeiter aus den Industriegegenden anzuwerben. Gerade die teilweise gut qualifizierten Facharbeiter konnten in Zeiten schlechter Konjunktur nicht einfach entlassen werden, wollte man diese nicht verlieren.
Noch im 20. Jahrhundert war landwirtschaftlicher Nebenerwerb üblich unter der Arbeiterbevölkerung von Suttrop. Hudegenossenschaften gab es noch bis in die Zeit nach dem Zweiten Weltkrieg. Die Arbeiter besaßen zwei bis drei Ziegen, manche hatten eine Kuh. Hinzu kamen Schweine und Hühner. Trotz der agrarisch-gewerblichen Verflechtung, entstand mit der Gründung einer Ortsgruppe des Hirsch-Dunckerschen Gewerkvereins im Jahr 1893 für das kölnische Sauerland früh eine gewerkschaftliche Arbeiterbewegung. Bemerkenswert ist, dass die überwiegend katholische Arbeiter sich einer Organisation außerhalb des katholischen Milieus zu wandten. Später gründete sich dann auch eine Ortsgruppe des freigewerkschaftlich sozialdemokratisch orientierten Deutschen Metallarbeiterverbandes. Dagegen spielten die christlichen Gewerkschaften nur eine vergleichsweise geringe Rolle. Eine wichtige personelle Basis für die Gewerkschaften waren die Hütte und der Eisenhammer der Warsteiner Gruben- und Hüttenwerke. Dass die Arbeiterbewegung recht früh Fuß fassen konnte, hatte auch damit zu tun, dass Facharbeiter nicht einfach zu ersetzen waren und die Betriebsleitung daher relativ kompromissbereit war.
| Jahr | Produktion in t | Arbeiter | Umsatz in Mark | Aktienkapital | Dividende |
| ---- | --------------- | -------- | -------------- | ------------- | --------- |
| 1885 | 1800            | 245      | 45.000         | 70.000        | 4,5 %     |
| 1895 | 2750            | 375      | 12000000       | 1050000       | 6 %       |
| 1905 | 5000            | 400      | 17000000       | 1450000       | 9 %       |
| 1915 | 3200            | 257      | 19000000       | 2100000       | 12 %      |

## Weitere Entwicklung
Im Jahr 1910 erwarb man die Oldenburgische Eisenhüttengesellschaft in Augustfehn bei Oldenburg. Das Grundkapital wurde in diesem Zusammenhang auf 10 Millionen Mark erhöht. Bereits vor dem Ersten Weltkrieg profitierte das Unternehmen von Rüstungsaufträgen. Dies verstärkte sich während des Ersten Weltkrieges noch mehr. Im Eisenhammer wurden Granatenzünder und auf der Hütte Granaten produziert.

Aktie über 100 RM der Warsteiner Gruben- und Hüttenwerke vom 14. Januar 1925

Im Jahr 1925 fusionierten die Warsteiner Gruben- und Hüttenwerke mit mehreren Betrieben in Primkenau bei Liegnitz. Daraus entstanden die „Warsteiner und Herzoglich Schleswig-Holsteinischen Eisenwerke“. Das Unternehmen bestand nunmehr aus der St. Wilhelmshütte bei Warstein,
dem Eisenhammer bei Warstein, dem Eisenwerk Holzhausen in Holzhausen mit 208 Arbeitern (1910), der Eisenhütte Augustfehn in Augustfehn in Oldenburg mit 125 Arbeitern (1910), der Friedrich Christianshütte, der Dorotheenhütte und der Henriettenhütte in Primkenau. Die Zahl der Beschäftigten in den schlesischen Werken lag 1921 bei 1200 Arbeitern und Angestellten. Der Grundbesitz der Gesellschaft umfasste 132,5 ha. Dem Unternehmen gehörten 85 Ein- und Mehrfamilienhäuser für Arbeiter und Angestellte.
Von der Weltwirtschaftskrise wurde auch dieses Unternehmen stark betroffen. Die Produktion musste zurückgefahren werden und einige Betriebsteile lagen zeitweise still. Einige schlesische Werke und der Betrieb in Augustfehn wurden für längere Zeit geschlossen.
Durch die Nachfrage im Zuge der Aufrüstung während der Zeit des Nationalsozialismus erlebte das Unternehmen einen starken Produktionsanstieg. In der Mitte der 1930er Jahre beschäftigte es am Standort Warstein-Suttrop etwa 500 Arbeiter.
Kriegsbedingt verlor das Unternehmen die Werke in Schlesien. Verblieben waren die Stammwerke in Warstein und Suttrop sowie das Werk in Holzhausen. Sie firmierten seit 1948 unter Warsteiner Eisenwerke. Produziert wurden nun auch Handels- und Bauguß sowie Badewannen. In den 1960er Jahren erfolgte aus unterschiedlichen Gründen der endgültige Niedergang des Unternehmens. Dazu gehörten ein Sinken der Nachfrage, eine nachlassende allgemeine Konjunktur und möglicherweise auch Fehler in der Unternehmensführung. Im Jahr 1967 wurde der Betrieb eingestellt.